# ژان اورارد کواسی
ژان اورارد کواسی (انگلیسی: Jean Evrard Kouassi؛ زادهٔ ۲۵ سپتامبر ۱۹۹۴) بازیکن فوتبال اهل ساحل عاج است که در حال حاضر برای باشگاه فوتبال ژجیانگ بازی می‌کند. 
از باشگاه‌هایی که در آن بازی کرده است می‌توان به باشگاه فوتبال هایدوک اسپلیت و باشگاه فوتبال شانگهای پورت اشاره کرد.
وی همچنین در تیم ملی فوتبال ساحل عاج بازی کرده است.